# Östhamra
Östhamra är en ort i Norrtälje kommun. Orten ligger strax söder om Norrtälje. 2015 sammanväxte tätorten med Norrtälje tätort.

## Befolkningsutveckling
| Befolkningsutvecklingen i Östhamra 1990–2010                        | Befolkningsutvecklingen i Östhamra 1990–2010 | Befolkningsutvecklingen i Östhamra 1990–2010 | Befolkningsutvecklingen i Östhamra 1990–2010 | Befolkningsutvecklingen i Östhamra 1990–2010 |
| ------------------------------------------------------------------- | -------------------------------------------- | -------------------------------------------- | -------------------------------------------- | -------------------------------------------- |
|                                                                     |                                              |                                              |                                              |                                              |
| År                                                                  |                                              |                                              | Folkmängd                                    | Areal (ha)                                   |
| 1990                                                                | 1990                                         |                                              | 132                                          | 40#                                          |
| 1995                                                                | 1995                                         |                                              | 250                                          | 42                                           |
| 2000                                                                | 2000                                         |                                              | 257                                          | 68                                           |
| 2005                                                                | 2005                                         |                                              | 254                                          | 70                                           |
| 2010                                                                | 2010                                         |                                              | 255                                          | 78                                           |
| Anm.: Ny tätort 1995. Sammanvuxen med Norrtälje 2015. # Som småort. |                                              |                                              |                                              |                                              |